# ハンガリー独立宣言
ハンガリー独立宣言（ハンガリーどくりつせんげん）は、1848年のハンガリー革命においてハンガリー王国がハプスブルク帝国からの独立を宣言したものである。
1849年4月13日、コシュート・ラヨシュにより、非公開審議で国会に提出され、翌日の公開審議で、ハンガリーの平和党（the Hungarian Peace Party）の内部からの政治的な反対にもかかわらず、宣言は満場一致で可決された。
コシュートは、the Protestant Great Church of Debrecenにおいて自ら宣言を発した。

宣言はハプスブルク家を犯罪で非難し、
ニューヨーク州公社（the Corporation of New York）前での宴会のスピーチで、コッスースはアメリカ合衆国にハンガリーの独立を認めるよう促し、次のように述べた。